# Роббінсвілл (переписна місцевість, Нью-Джерсі)
Роббінсвілл (англ. Robbinsville) — переписна місцевість (CDP) в США, в окрузі Мерсер штату Нью-Джерсі. Населення — 3164 особи (2020).

## Географія
Роббінсвілл розташований за координатами 40°13′12″ пн. ш. 74°37′49″ зх. д. / 40.22000° пн. ш. 74.63028° зх. д. (40.219971, -74.630225).  За даними Бюро перепису населення США в 2010 році переписна місцевість мала площу 1,97 км², з яких 1,96 км² — суходіл та 0,01 км² — водойми. В 2017 році площа становила 1,70 км², з яких 1,66 км² — суходіл та 0,05 км² — водойми.

## Демографія
Згідно з переписом 2010 року, у переписній місцевості мешкала 3041 особа в 1237 домогосподарствах у складі 756 родин. Густота населення становила 1546 осіб/км².  Було 1325 помешкань (674/км²).
Расовий склад населення:
| - 73,1 % — білих - 20,9 % — азіатів - 3,1 % — чорних або афроамериканців - 0,1 % — корінних американців |

До двох чи більше рас належало 2,4 %. Частка іспаномовних становила 4,2 % від усіх жителів.
За віковим діапазоном населення розподілялося таким чином: 26,7 % — особи молодші 18 років, 61,1 % — особи у віці 18—64 років, 12,2 % — особи у віці 65 років та старші. Медіана віку мешканця становила 37,1 року. На 100 осіб жіночої статі у переписній місцевості припадало 83,1 чоловіків;  на 100 жінок у віці від 18 років та старших — 78,3 чоловіків також старших 18 років.
Середній дохід на одне домашнє господарство  становив 107 166 доларів США (медіана — 88 406), а середній дохід на одну сім'ю — 142 942 долари (медіана — 128 155). 
Цивільне працевлаштоване населення становило 1522 особи. Основні галузі зайнятості: освіта, охорона здоров'я та соціальна допомога — 26,2 %, науковці, спеціалісти, менеджери — 22,0 %, фінанси, страхування та нерухомість — 11,4 %, роздрібна торгівля — 8,0 %.